# Bunchosia biocellata
Bunchosia biocellata là một loài thực vật có hoa trong họ Malpighiaceae. Loài này được Schltdl. mô tả khoa học đầu tiên năm 1836.